# Parapercis kamoharai
Parapercis kamoharai és una espècie de peix de la família dels pingüipèdids i de l'ordre dels perciformes.

## Descripció
- Fa 20 cm de llargària màxima.[7][8]

## Alimentació
Menja crancs i peixos.

## Hàbitat i distribució geogràfica
És un peix marí, demersal i de clima subtropical, el qual viu al Pacífic nord-occidental: el Japó i Taiwan.

## Observacions
És inofensiu per als humans.